# 梅塞镇区
梅塞镇区為緬甸克耶邦梅塞縣的鎮區。2014年人口6,319人，區域面積1,810平方公里。梅塞為該鎮区首府。